# Rhomborhina nigra
Rhomborrhina nigra (лат.) — вид пластинчатоусых жуков из подсемейства бронзовок (Cetoniinae). Распространён от севера Китая (Пекин) до реки Янцзы (Цзюцзян, западнее Нанкина) и Фуцзяня. Длина тела 12,4—12,9 мм. Имаго типичной формы блестящие, как бы полированные, чёрные; ноги и усики с красно-бурым отливом. У аберрации R. n. ab. cupripes Nonfr. имаго такие же как и у типичной формы, но ноги с более или менее сильным медно-красным отливом.